# Слонимский, Сергей Михайлович
Серге́й Миха́йлович Слони́мский (12 августа 1932[…], Ленинград — 9 февраля 2020, Санкт-Петербург) — советский и российский композитор, пианист, музыковед, педагог, профессор.
Народный артист РСФСР (1987). Лауреат Государственной премии РСФСР имени Глинки (1983) и Государственной премии РФ (2002). Член Союза композиторов СССР с 1957 года. Действительный член Российской академии образования (с 1993 года), почётный доктор Парижского университета танца (1959).
Автор 34 симфоний, восьми опер, трёх балетов, камерной и вокальной музыки, музыки к кинофильмам и театральным постановкам.

## Биография
Родился в Ленинграде в еврейской семье писателя Михаила Слонимского, прямого потомка Хаима-Зелика Слонимского. Мать композитора — Ида Исааковна Каплан-Ингель, родная сестра советского архитектора Роберта Каплана-Ингеля.
Заниматься композицией начал в возрасте 11 лет частным образом с В. Я. Шебалиным. В 1945—1950 годах учился игре на фортепиано у С. И. Савшинского и композиции у Б. А. Арапова и С. Я. Вольфензона, затем — в ЛГК имени Н. А. Римского-Корсакова у О. А. Евлахова (композиция) и В. В. Нильсена (фортепиано). В 1958 году окончил аспирантуру под руководством Т. Г. Тер-Мартиросяна.

С 1959 года до конца жизни преподавал в консерватории музыкально-теоретические дисциплины, с 1967 года — композицию. Принимал участие в фольклорных экспедициях, собирал русские народные песни.
«В августе [1963 года] вместе с фольклористом Н. Котиковой и звукооператором А. Гадатели я побывал в Псковской области. Здесь мы записывали народные песни. В этот месяц у меня было немало интересных встреч, ярких впечатлений! Надолго запомнилось чудесное искусство певиц Анастасии Филипповны Ивановой из деревни Власово и Прасковьи Михайловны Сергеевой из деревни Черёмухино. Настоящим народным талантом можно назвать Владимира Каштанова — самодеятельного композитора, работника Великорусского льнозавода. Мы собрали около ста очень интересных, как мне кажется, песен. Многие из них весьма оригинальны по мелодике, необычны по образному своему содержанию. Нередко они трудны для расшифровки, так как не „укладываются“ в рамки „темперированного“ — двенадцатиступенного звукоряда. Сегодня я как раз и занимался расшифровкой одной из таких „трудно поддающихся“ песен. Позже я намереваюсь сделать несколько обработок записанных нами песен — для голоса с фортепиано, с сопровождением оркестра».
Кандидат искусствоведения (1963), профессор (1976), член СК СССР. Академик Российской академии образования.
Как педагог воспитал многих известных советских и российских композиторов.
Умер 9 февраля 2020 года в Санкт-Петербурге после продолжительной болезни. 13 февраля прошло прощание в Доме композиторов и отпевание в Николо-Богоявленском морском соборе. Похоронен на Комаровском кладбище.
В 2020 году имя было присвоено детской школе искусств № 2 Санкт-Петербурга.

## Семья
Жена — Раиса Николаевна Слонимская (род. 1948) — музыковед, доктор педагогических наук и кандидат искусствоведения, профессор СПбГИК. Автор учебного пособия «Сольфеджио на материале музыки С. Слонимского».
Дети — Марианна (род. 1987) и Александр (род. 1989).

## Основные сочинения
Оперы
- «Виринея» (1965-67)
- «Мастер и Маргарита» (1970-72, премьера в 1989 г.)
- «Мария Стюарт» (1978-80)
- «Гамлет» (1990-91), абсолютная премьера в сезоне  1992-93 года в Красноярском театре оперы и балета
- «Видения Иоанна Грозного» (1993-95, премьера в 1999 году[14])
- «Царь Иксион» (1993—1995)
- «Король Лир» (2000-01, премьера в 2016 г.)
- «Антигона» (2006, премьера в 2008 г.)

Балеты
- «Икар» (1965-70)
- «Принцесса Пирлипат» (2001)
- «Волшебный орех» (2003)

Сочинения для оркестра
- Тридцать четыре симфонии
- «Карнавальная увертюра» (1957)
- Сюита «Юмористические картинки» (1957)
- Концертная сюита для скрипки с оркестром (1958)
- Концерт-буфф для камерного оркестра (1964)
- Концерт для оркестра, трёх электрогитар и солирующих инструментов (1973)
- «Драматическая песнь» (1973)
- «Праздничная музыка» для балалайки, ложек и оркестра (1975)
- «Симфонический мотет» (1975)
- «Тихая музыка» (1981)
- Концерт для скрипки с оркестром «Весенний» («Concerto primaverile») (1983)
- Концерт для гобоя и камерного оркестра (1987)
- «Славянский концерт» для органа и струнных (1988)
- «Петербургские видения» (1994)
- Симфониетта (1996)
- «Еврейская рапсодия» (Первый концерт для фортепиано с оркестром; 1997)

Вокально-симфонические сочинения
- Реквием для солистов, хора и оркестра (2004)

Сочинения для хора
- Кантата «Песни вольницы» на слова русских народных песен
- Кантата «Голос из хора» на стихи А. Блока
- Кантата «Песнь песней» на библейские тексты
- Кантата «Один день жизни» на тексты «главы о тысяче» Джаммапады

Для хора a cappella:
- 2 хора «северные пейзажи» на ст. Р. Рождественского
- Вечерняя музыка для хора (без слов) и тамтама
- «Я скажу тебе с последней прямотой» на ст. О. Мандельштама
- «Ночь белая» на ст. Б. Окуджавы
- 4 стасима из трагедии Софокла «Эдип в Колоне»
- Триптих для хора на стихи С. Орлова
- Три хора на ст. А. Фета
- Цикл «Заречье» на ст. А. Прокофьева

Ряд произведений для детского хора
Ряд сочинений в народном духе на народные тексты «Печальное сердце мое» и «Люби жену да не бей»
Камерные сочинения
- Соната для скрипки и фортепиано
- Соната для виолончели и фортепиано
- Сюита для альта и фортепиано в 4 частях
- «Три грации» для альта и фортепиано
- «Диалоги» для духового квинтета
- «Антифоны» для струнного квартета
- Фортепианный квинтет (для двух скрипок, альта, виолончели и фортепиано)

Романсы и песни
- «Ангел» на стихи М.Лермонтова (1942 год)

Фортепиано
- Интермеццо памяти Брамса (1980)
- 24 прелюдии и фуги (1994)
- Соната

### Фильмография
- 1965 — Перед судом истории
- 1966 — Республика ШКИД
- 1967 — Таинственная стена
- 1968 — Интервенция
- 1972 — Моя жизнь
- 1973 — О тех, кого помню и люблю
- 1975 — Иван и Коломбина

## Наиболее известные ученики
- Васильев, Евгений Александрович
- Васильева, Ирина Игоревна
- Ларионов, Олег Владимирович
- Левковская, София Сергеевна
- Малаховская, Владислава Владимировна
- Мигуля, Владимир Георгиевич
- Рудица, Роман Иванович
- Сапожников, Владимир Алексеевич
- Хоссейни, Мехди
- Хрущёва, Настасья Алексеевна

а также:
- Анатолий Затин
- Аркадий Томчин
- Александр Радвилович
- Антон Танонов
- Карел Волнянский
- Елена Иготти
- Довлет Анзароков

### Книги
- Вспоминая  Мравинского... [Сборник статей] / Составитель Г. А. Серова; авторы Ю. М. Рост, С. М. Слонимский, М. Д. Шостакович; редактор Б. Л. Березовский. — СПб.; Лимбус-Пресс, 2019. — 400 с. — ISBN 978-5-8392-0707-3
- Слонимский С. М. Симфонии C. Прокофьева. — М.: Музыка, 1964. — 231 с.

## Награды и премии
- Заслуженный деятель искусств РСФСР (27 октября 1978 года)
- Государственная премия РСФСР имени М. И. Глинки (1983 год) — за оперу «Мария Стюарт», поставленную на сцене ЛМАТОБ
- Народный артист РСФСР (26 марта 1987 года)
- Премия Правительства Петербурга (1995 год)
- Государственная премия Российской Федерации в области литературы и искусства 2001 года (10 июня 2002 года) — за симфоническую поэму «Петербургские видения», фортепианный концерт «Еврейская рапсодия», Симфониетту, концерт для виолончели с оркестром[15]
- Царскосельская художественная премия (2002 год)
- Командор ордена Заслуг перед Республикой Польша (30 октября 2003 года, Польша)[16].
- орден «За заслуги перед Отечеством» IV степени (4 июня 2008 года) — за большой вклад в развитие отечественного музыкального искусства и многолетнюю плодотворную научно-педагогическую деятельность[17]
- Международная премия «Балтийская звезда» за развитие и укрепление гуманитарных связей между странами Балтийского региона (2009 год)
- Премия имени Шостаковича (2010 год)
- Золотая медаль «За заслуги в культуре Gloria Artis» (2011 года) — за заслуги в области культуры и многолетнюю творческую деятельность[18]
- Медаль Министерства культуры Чеченской республики «За высокие достижения» (2012 год)
- Премия имени Чайковского (2015 год)
- Премия Правительства Санкт-Петербурга в области культуры и искусства за 2015 год (за достижения в области композиторского искусства) (25 мая 2016 года) — за создание оратории «Час мужества» для меццо-сопрано, смешанного хора и симфонического оркестра на стихи Анны Ахматовой[19]
- орден Почёта (12 июня 2017 года) — за большой вклад в развитие отечественной культуры и искусства, средств массовой информации, многолетнюю плодотворную деятельность[20]